# 푸가지
푸가지(Fugazi)는 미국의 포스트 하드코어 밴드이다.